# La Rose noire (film, 1992)
Pour les articles homonymes, voir Rose noire (homonymie).
 (février 2024).
Si vous disposez d'ouvrages ou d'articles de référence ou si vous connaissez des sites web de qualité traitant du thème abordé ici, merci de compléter l'article en donnant les références utiles à sa vérifiabilité et en les liant à la section « Notes et références ».
Pour plus de détails, voir Fiche technique et Distribution.
La Rose noire (92黑玫瑰對黑玫瑰, 92 Hak Mui Gwai duei Hak Mui Gwai) est une comédie hongkongaise écrite et réalisée par Jeffrey Lau et sortie en 1992 à Hong Kong. Elle est nommée dans huit catégories lors de la 12e cérémonie des Hong Kong Film Awards où Tony Leung remporte son second Hong Kong Film Award du meilleur acteur et Fung Bo-bo son premier Hong Kong Film Award de la meilleure actrice dans un rôle secondaire (en). Lors de la 24e cérémonie des Hong Kong Film Awards de 2005, le film est classé 75e des 100 meilleurs films chinois.
Il totalise 22 806 044 HK$ de recettes à Hong Kong et a deux suites : Rose Rose I Love You sorti l'année suivante et dans lequel Tony Leung reprend son rôle mais sans continuité scénaristique, et La Rose noire 2 en 1997 avec des acteurs et une histoire différents.

## Synopsis
L'auteure de romans pour enfants Butterfly Wong (Maggie Siu) n'a pas réussi sa carrière et sa vie sentimentale. Un jour, alors qu'elle tente de se suicider, un couple la prend pour un voleur. Voulant rendre les objets qu'il a laissé tomber, Butterfly se rend au domicile du couple, accompagnée de son amie Chow Wai-kuen (Teresa Mo), et elles assistent alors à un trafic de drogue, suivi d'une fusillade entre trafiquants. Afin d'éviter les soupçons de la police, Butterfly se fait passer pour la « Rose noire », un justicier du cinéma hongkongais des années 1960, et laisse une note. Cependant, les apprentis du vrai « Rose noire », Piu-hung (Fung Bo-bo) et Yim-fan (Wong Wan-sze), l'enlèvent et l'inspecteur Keith Lui (Tony Leung Ka-fai), qui a le béguin pour Butterfly, finit par la sauver. Piu-Hung et Yim-Fan piègent alors Keith avec son ex-amante et l'enlèvent également.

## Fiche technique
- Titre original : 92黑玫瑰對黑玫瑰
- Titre français : La Rose noire
- Titre international : 92 Legendary La Rose Noire
- Réalisation et scénario : Jeffrey Lau
- Musique : Lowell Lo
- Photographie : Chan Yuen-kai
- Montage : Hai Kit-wai
- Production : Laura Fau et Chiu Li-kuan
- Société de production et de distribution : Hoventin Films Production Company
- Pays d'origine :  Hong Kong
- Langue : Cantonais
- Genre : Comédie
- Durée : 94 minutes
- Date de sortie :
  - Hong Kong : 2 juillet 1992
  - Japon : 18 décembre 1993

## Distribution
- Tony Leung Ka-fai : Keith Lui
- Maggie Siu : Butterfly Wong
- Teresa Mo : Chow Wai-kuen
- Wong Wan-sze : Yim-fan
- Fung Bo-bo : Piu-hung
- Lawrence Ah Mon : l'éditeur de Butterfly
- Chan Fai-hung : Fred, le mari de Wai-kuen
- Teddy Yip : l'agent d'assurance de Fred
- Lam Lap-sam : Alan, un trafiquant de drogue
- Karen Suen : Apple, la petite amie d'Alan
- Calvin Poon : un journaliste
- Thomas Lam : l'officier Chuen
- Cheung Ying-choi : le commissaire Cheung
- Guy Lai : le commissaire Lai
- Chan Yuen-kai : Jinx, le vaurien voisin de Butterfly
- Cheung Kwok-leung : Mo Leung
- Yip Chun : Mad Bill, un trafiquant de drogue
- Lam Sing-ming : le gros homme de main de Mo Leung
- Yue Ming : Oncle n°1 au mariage de Yim-fan
- Bak Man-biu (en) : Oncle n°2 au mariage de Yim-fan
- Szema Wah Lung (en) : Oncle n°3 au mariage de Yim-fan
- Fong Ping : Tante 13
- Tang Tai-wo : un homme de main de Bill
- Lam Kwok-kit : un homme de main de Bill
- Ng Kwok-kin : un policier
- Alex Yip : un homme de main de Bill
- Lui Siu-ming : un homme de main de Bill
- Yeung Jing-jing

## Distinctions
| Récompenses et nominations              | Récompenses et nominations                | Récompenses et nominations | Récompenses et nominations |
| Cérémonie                               | Catégorie                                 | Récipiendaire              | Résultat                   |
| --------------------------------------- | ----------------------------------------- | -------------------------- | -------------------------- |
| 12e cérémonie des Hong Kong Film Awards | Meilleur film                             | La Rose noire              | Nomination                 |
| 12e cérémonie des Hong Kong Film Awards | Meilleur réalisateur                      | Jeffrey Lau                | Nomination                 |
| 12e cérémonie des Hong Kong Film Awards | Meilleur scénario                         | Jeffrey Lau                | Nomination                 |
| 12e cérémonie des Hong Kong Film Awards | Meilleur acteur                           | Tony Leung Ka-fai          | Lauréat                    |
| 12e cérémonie des Hong Kong Film Awards | Meilleure actrice dans un rôle secondaire | Fung Bo-bo                 | Lauréat                    |
| 12e cérémonie des Hong Kong Film Awards | Meilleure actrice dans un rôle secondaire | Teresa Mo                  | Nomination                 |
| 12e cérémonie des Hong Kong Film Awards | Meilleure actrice dans un rôle secondaire | Wong Wan-sze               | Nomination                 |
| 12e cérémonie des Hong Kong Film Awards | Meilleur direction artistique             | Joseph Chan                | Nomination                 |
| 12e cérémonie des Hong Kong Film Awards | Meilleure musique de film originale       | Lowell Lo                  | Nomination                 |
| 24e cérémonie des Hong Kong Film Awards | 100 meilleurs films chinois               | La Rose noire (75e)        | Lauréat                    |